# Eddy Mazzoleni

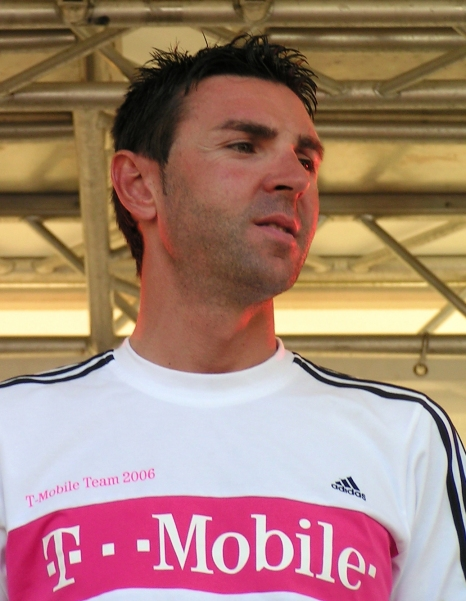

Eddy Mazzoleni (n. 29 de julho, 1973 em Bérgamo) é um ciclista profissional italiano que participa em competições de ciclismo de estrada.